# Andrew Jackson Bryant
Andrew Jackson Bryant (Effingham, 30 ottobre 1831 – Baia di San Francisco, 11 maggio 1888) è stato un politico statunitense, 17° sindaco di San Francisco.